# Stichtse Vecht
Stichtse Vecht – gmina w Holandii, w prowincji Utrecht.

## Miejscowości
Breukelen, Kockengen, Loenen aan de Vecht, Loenersloot, Maarssen, Maarssenbroek, Nieuwersluis, Nieuwer Ter Aa, Nigtevecht, Oud-Zuilen, Tienhoven, Vreeland.